# Locris johannae
Locris johannae är en insektsart som beskrevs av Victor Lallemand 1910. Locris johannae ingår i släktet Locris och familjen spottstritar. Inga underarter finns listade i Catalogue of Life.